# Бірюков Михайло Олегович
Михайло Олегович Бірюков (рос. Михаил Олегович Бирюков; 13 жовтня 1985, м. Ярославль, СРСР) — російський хокеїст, воротар. Виступає за «Югра» (Ханти-Мансійськ) у Континентальній хокейній лізі. Заслужений майстер спорту Росії (2009).
Вихованець хокейної школи «Локомотив» (Ярославль). Виступав за «Локомотив-2» (Ярославль), «Капітан» (Ступіно), «Молот-Прикам'є» (Перм), ХК МВД, «Динамо» (Москва).
У складі національної збірної Росії учасник чемпіонатів світу 2008 і 2012 (4 матчі).
Досягнення
- Чемпіон світу (2008, 2012).